# Condado de Dougherty
O Condado de Dougherty é um dos 159 condados do Estado americano de Geórgia. A sede do condado é Albany, e sua maior cidade é Albany.
O condado possui uma área de 867 km², uma população de 96,065 habitantes, e uma densidade populacional de 113 hab/km² (segundo o censo nacional de 2000).
O condado foi fundado em 15 de dezembro de 1853.